# Alfonso Corona Blake
Alfonso Corona Blake (Autlán, Jalisco, 2 de enero de 1919 - Ciudad de México, 21 de enero de 1999) fue un director y guionista de cine mexicano. Dirigió 27 películas entre 1956 y 1971. Su película El camino de la vida lo hizo acreedor de la mención honorífica en la sexta edición del Festival de Cine de Berlín en la categoría de Mejor Director.

## Biografía
Nació en Autlán, Jalisco, el 2 de enero de 1919. En su comunidad natal comenzó sus estudios, la secundaria la realizó en Guadalajara, y más adelante el bachillerato en la UNAM, Ciudad de México. Comenzó la carrera de medicina, y en esa época visitó los estudios de Cine Nacional, en donde participó como extra. Ese fue el inicio de su carrera.

### Carrera
Comenzó su carrera cuando la industria del cine mexicano va en declive; sin embargo, se hacían en promedio cien películas al año.
Sus primeros papeles fueron de extra o de roles incidentales; más adelante caracterizó a Maximiliano de Habsburgo en Caballería del imperio (1942), también al duque de Nevers en El jorobado (1943). Además de actor, también era apuntador, lo cual lo llevó a convertirse en asistente de directores como William Rouwland y Carlos Orellana. En 1944, se convirtió en asistente de dirección. Logra suplir al director en algunas películas, como Enrédate y verás (Carlos Orellana) y Porque puedo vengo (Alazraki).
Su primer papel como director fue con El camino de la vida, de 1956, filme con el que obtuvo siete arieles, incluyendo el de mejor director, mejor película y el Ariel de Oro. Esta cinta concursó en el VI Festival Internacional de Berlín, ganando mención honorífica por dirección, el premio de la Oficina Católica Internacional del Cine (OCIC) y el octavo lugar dentro de las diez mejores películas del festival.
Algunos otros temas que abordó en su carrera como director fueron el género de arrabal (Cabaret trágico, 1957); el drama rural (Sed de amor, 1958); el melodrama biográfico (Yo pecador, 1959); el cine de terror (El mundo de los vampiros, 1960; Santo contra las mujeres vampiro, 1962) y el cine de luchadores, en el que logra unir lo fantástico con la lucha libre, creando un cine gótico característico de las décadas de los 50 y 60.
Dirigió cerca de 27 películas, escribió dos guiones y dos argumentos.

### Muerte
Falleció el 21 de enero de 1999 en el Hospital Los Ángeles de la Ciudad de México. La causa fue una hemorragia cerebral.

## Filmografía
- El camino de la vida (1956)
- Felicidad (1956)
- Cabaret trágico (1957)
- Sed de amor (1958)
- Yo pecador (1959)
- La mujer y la bestia (1959)
- Lágrimas de amor (1959)
- El mundo de los vampiros (1961)
- Santo contra las mujeres vampiro (1962)
- El pecado de una madre (1962)
- Pecado (1962)
- Santo en el museo de cera (1963)
- Yo, el valiente (1964)
- Audaz y bravero (1965)
- Fiebre de juventud (1966)
- Los malvados (1966)
- Arrullo de Dios (1967)
- El Centauro Pancho Villa (1967)
- Las Pecadoras (1968)
- Alerta, alta tensión (1969)
- Dos valientes (1969)
- Mujeres de medianoche (1969)
- Más allá de la violencia (1971)

## Premios y distinciones
Festival Internacional de Cine de Berlín
| Año  | Categoría                      | Película             | Resultado |
| ---- | ------------------------------ | -------------------- | --------- |
| 1956 | Mención honorable (Director)   | El camino de la vida | Ganador   |
| 1956 | Premio OCIC - Mención especial | El camino de la vida | Ganador   |